# Gran Premio motociclistico del Qatar
Il Gran Premio motociclistico del Qatar è una delle prove che compongono il motomondiale. Si svolge, sin dalla prima edizione della stagione 2004, sul circuito di Lusail, tracciato costruito per l'occasione e unico del Medio Oriente a ospitare un Gran Premio di motociclismo.

## Storia

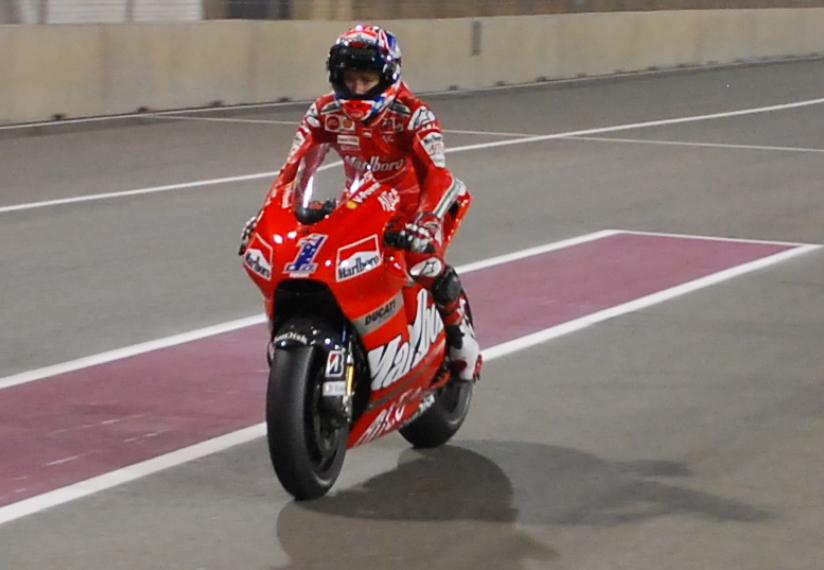
Casey Stoner, vincitore della MotoGP nell'edizione 2008.

L'edizione inaugurale del l'edizione del 2004 vede imporsi gli spagnoli Sete Gibernau e Jorge Lorenzo rispettivamente nella MotoGP e nella Classe 125; la vittoria nella 250 va al pilota argentino Sebastian Porto. Il Gran Premio del Qatar si corse inizialmente di sabato per poi passare alla domenica solo dall'edizione del 2008. Sempre dall'edizione 2008, dopo l'installazione di opportuno impianto di illuminazione sul circuito, la gara si corre, unica del campionato, in notturna.
Le prime edizioni della gara vennero disputate nel mese di ottobre, situandosi verso il termine delle relative stagioni di competizione; dal motomondiale 2006 è stata spostata al mese di aprile e dal motomondiale 2007 rappresenta la gara stagionale di esordio.
L'edizione del 2009, in programma nella serata di domenica 12 aprile, ha visto la conclusione anticipata della corsa nella classe 125 e nella 250 e la cancellazione della gara della MotoGP per un violento acquazzone abbattutosi sul circuito proprio a pochissimi minuti dalla partenza della gara; quest'ultima è stata posticipata alla serata di lunedì 13 aprile.
L'edizione del 2010, prima prova della stagione, ha visto l'esordio assoluto della classe Moto2 che ha sostituito la classe 250, mentre nell'edizione del 2012, si è avuto l'esordio della Moto3 che ha preso il posto della classe 125. Nel motomondiale 2013 si disputa la decima edizione consecutiva di questo evento.
Nell'edizione 2020 non ha corso la classe MotoGP a causa della pandemia di COVID-19; le altre categorie hanno corso perché le squadre si trovavano già in sede per aver svolto dei test sul circuito qualche giorno prima. L'edizione del 2022 si conclude con il successo di tre piloti italiani nelle tre prove disputate, tale risultato non si verificava dal Motomondiale 2018.

## Risultati del Gran Premio
| Anno | Circuito | classe 125                   | classe 250                   | MotoGP                         | Resoconto |
| ---- | -------- | ---------------------------- | ---------------------------- | ------------------------------ | --------- |
| 2004 | Losail   | Jorge Lorenzo (Derbi)        | Sebastián Porto (Aprilia)    | Sete Gibernau (Honda)          | Resoconto |
| 2005 | Losail   | Gábor Talmácsi (KTM)         | Casey Stoner (Aprilia)       | Valentino Rossi (Yamaha)       | Resoconto |
| 2006 | Losail   | Álvaro Bautista (Aprilia)    | Jorge Lorenzo (Aprilia)      | Valentino Rossi (Yamaha)       | Resoconto |
| 2007 | Losail   | Héctor Faubel (Aprilia)      | Jorge Lorenzo (Aprilia)      | Casey Stoner (Ducati)          | Resoconto |
| 2008 | Losail   | Sergio Gadea (Aprilia)       | Mattia Pasini (Aprilia)      | Casey Stoner (Ducati)          | Resoconto |
| 2009 | Losail   | Andrea Iannone (Aprilia)     | Héctor Barberá (Aprilia)     | Casey Stoner (Ducati)          | Resoconto |
| Anno | Circuito | classe 125                   | Moto2                        | MotoGP                         | Resoconto |
| 2010 | Losail   | Nicolás Terol (Aprilia)      | Shōya Tomizawa (Suter)       | Valentino Rossi (Yamaha)       | Resoconto |
| 2011 | Losail   | Nicolás Terol (Aprilia)      | Stefan Bradl (Kalex)         | Casey Stoner (Honda)           | Resoconto |
| Anno | Circuito | Moto3                        | Moto2                        | MotoGP                         | Resoconto |
| 2012 | Losail   | Maverick Viñales (FTR Honda) | Marc Márquez (Suter)         | Jorge Lorenzo (Yamaha)         | Resoconto |
| 2013 | Losail   | Luis Salom (KTM)             | Pol Espargaró (Kalex)        | Jorge Lorenzo (Yamaha)         | Resoconto |
| 2014 | Losail   | Jack Miller (KTM)            | Esteve Rabat (Kalex)         | Marc Márquez (Honda)           | Resoconto |
| 2015 | Losail   | Alexis Masbou (Honda)        | Jonas Folger (Kalex)         | Valentino Rossi (Yamaha)       | Resoconto |
| 2016 | Losail   | Niccolò Antonelli (Honda)    | Thomas Lüthi (Kalex)         | Jorge Lorenzo (Yamaha)         | Resoconto |
| 2017 | Losail   | Joan Mir (Honda)             | Franco Morbidelli (Kalex)    | Maverick Viñales (Yamaha)      | Resoconto |
| 2018 | Losail   | Jorge Martín (Honda)         | Francesco Bagnaia (Kalex)    | Andrea Dovizioso (Ducati)      | Resoconto |
| 2019 | Losail   | Kaito Toba (Honda)           | Lorenzo Baldassarri (Kalex)  | Andrea Dovizioso (Ducati)      | Resoconto |
| 2020 | Losail   | Albert Arenas (KTM)          | Tetsuta Nagashima (Kalex)    | [ 9 ] [ 11 ]                   | Resoconto |
| 2021 | Losail   | Jaume Masiá (KTM)            | Sam Lowes (Kalex)            | Maverick Viñales (Yamaha)      | Resoconto |
| 2022 | Losail   | Andrea Migno (Honda)         | Celestino Vietti (Kalex)     | Enea Bastianini (Ducati)       | Resoconto |
| 2023 | Losail   | Jaume Masiá (Honda)          | Fermín Aldeguer (Boscoscuro) | Fabio Di Giannantonio (Ducati) | Resoconto |
| 2024 | Losail   | David Alonso (CFMoto)        | Alonso López (Boscoscuro)    | Francesco Bagnaia (Ducati)     | Resoconto |
| 2025 | Losail   | Ángel Piqueras (KTM)         | Arón Canet (Kalex)           | Marc Márquez (Ducati)          | Resoconto |